# Curetis japonica
Curetis japonica är en fjärilsart som beskrevs av Hans Fruhstorfer 1908. Curetis japonica ingår i släktet Curetis och familjen juvelvingar. Inga underarter finns listade i Catalogue of Life.